# Petr Korda
Pour les articles homonymes, voir Korda.
Petr Korda, né le 23 janvier 1968 à Prague, est un joueur de tennis tchécoslovaque puis tchèque, professionnel de 1987 à 2000.
Il a remporté un titre du Grand Chelem en simple, à l'Open d'Australie en 1998 face à Marcelo Ríos et est également finaliste des Internationaux de France de tennis en 1992. Il atteint la seconde place mondiale au classement de l'ATP World Tour, à la suite de sa victoire en Grand Chelem en 1998.
Il remporte la Coupe du Grand Chelem 1993 en éliminant en demi-finale Pete Sampras no 1 mondial (3-6, 7-63, 3-6, 7-610, 13-11) et en battant en finale Michael Stich no 2 (2-6, 6-4, 7-65, 2-6, 11-9).
Petr Korda est un joueur au style extrêmement classique, gaucher, au revers à une main, célèbre pour son jeu spectaculaire et sa grande expressivité sur le court.
Il est l'un des premiers joueurs de tout premier plan à être suspendu pour dopage, pendant l'été 1998,.
Il a été entraîneur de Radek Štěpánek (en collaboration avec Tomáš Krupa).
Il est l'époux de Regina Kordová, également joueuse professionnelle tchèque, avec qui il a trois enfants : Sebastian Korda, également joueur de tennis, Jessica Korda et Nelly Korda, joueuses de golf professionnelles.

## Carrière
Au début de sa carrière, en 1987, il atteint la finale de la Coupe Galéa contre notamment le français Olivier Delaitre.

## Parcours dans les tournois duGrand Chelem

### Victoire (1)
| Année | Tournoi          | Adversaire en finale | Score         |
| 1998  | Open d'Australie | Marcelo Ríos         | 6-2, 6-2, 6-2 |

### Finale (1)
| Année | Tournoi       | Adversaire en finale | Score         |
| 1992  | Roland-Garros | Jim Courier          | 5-7, 2-6, 1-6 |

### En simple
| Année | Open d'Australie | Open d'Australie | Internationaux de France | Internationaux de France | Wimbledon       | Wimbledon  | US Open         | US Open      |
| ----- | ---------------- | ---------------- | ------------------------ | ------------------------ | --------------- | ---------- | --------------- | ------------ |
| 1988  | —                | —                | 2e tour (1/32)           | Bo. Becker               | 3e tour (1/16)  | S. Youl    | 1er tour (1/64) | G. Bloom     |
| 1989  | —                | —                | —                        | —                        | —               | —          | —               | —            |
| 1990  | 2e tour (1/32)   | H. Leconte       | 2e tour (1/32)           | M. Gustafsson            | 1er tour (1/64) | G. Bloom   | 2e tour (1/32)  | A. Agassi    |
| 1991  | 2e tour (1/32)   | R. Krajicek      | 2e tour (1/32)           | A. Agassi                | 1er tour (1/64) | D. Wheaton | 1er tour (1/64) | A. Boetsch   |
| 1992  | 1er tour (1/64)  | J. Tarango       | Finale                   | J. Courier               | 2e tour (1/32)  | J. Hlasek  | 1er tour (1/64) | E. Sánchez   |
| 1993  | 1/4 de finale    | J. Courier       | 2e tour (1/32)           | M.-K. Goellner           | 1/8 de finale   | M. Stich   | 1er tour (1/64) | W. Ferreira  |
| 1994  | 1er tour (1/64)  | T. Enqvist       | 1er tour (1/64)          | A. Gaudenzi              | 2e tour (1/32)  | M. Zoecke  | —               | —            |
| 1995  | 3e tour (1/16)   | A. Krickstein    | 1er tour (1/64)          | F. Meligeni              | 1/8 de finale   | C. Pioline | 1/4 de finale   | A. Agassi    |
| 1996  | 1er tour (1/64)  | T. Henman        | 3e tour (1/16)           | M. Ríos                  | —               | —          | 3e tour (1/16)  | A. Medvedev  |
| 1997  | 1er tour (1/64)  | M. Ríos          | 1/8 de finale            | G. Blanco                | 1/8 de finale   | P. Sampras | 1/4 de finale   | J. Björkman  |
| 1998  | Victoire         | M. Ríos          | 1er tour (1/64)          | M. Zabaleta              | 1/4 de finale   | T. Henman  | 1er tour (1/64) | B. Karbacher |
| 1999  | 3e tour (1/16)   | T. Martin        | 2e tour (1/32)           | C. Moyà                  | —               | —          | —               | —            |

N.B. : à droite du résultat se trouve le nom de l'ultime adversaire.

### En double
| Année | Open d'Australie                                                                   | Open d'Australie                                                                         | Internationaux de France                                                             | Internationaux de France                                                           | Wimbledon                                                                               | Wimbledon                                                                          | US Open | US Open |
| ----- | ---------------------------------------------------------------------------------- | ---------------------------------------------------------------------------------------- | ------------------------------------------------------------------------------------ | ---------------------------------------------------------------------------------- | --------------------------------------------------------------------------------------- | ---------------------------------------------------------------------------------- | ------- | ------- |
| 1987  | —                                                                                  | —                                                                                        | 1er tour (1/32) P. Složil \|\| style="text-align:left;" \| J. Gunnarsson J. Svensson | —                                                                                  | —                                                                                       | —                                                                                  | —       |         |
| 1988  | —                                                                                  | —                                                                                        | 2e tour (1/16) C. Suk \|\| style="text-align:left;" \| T. Meinecke R. Osterthun      | 1er tour (1/32) P. Cane \|\| style="text-align:left;" \| J. Fitzgerald A. Järryd   | —                                                                                       | —                                                                                  |         |         |
| 1989  | —                                                                                  | —                                                                                        | 2e tour (1/16) M. Šrejber \|\| style="text-align:left;" \| T. Carbonell C. Costa     | —                                                                                  | —                                                                                       | 1/8 de finale T. Šmíd \|\| style="text-align:left;" \| P. Annacone C. van Rensburg |         |         |
| 1990  | 2e tour (1/16) C. Suk \|\| style="text-align:left;" \| P. Cash S. Edberg           | Finale G. Ivanišević                                                                     | S. Casal E. Sánchez                                                                  | 2e tour (1/16) T. Šmíd \|\| style="text-align:left;" \| S. Cannon B. Garnett       | 2e tour (1/16) G. Ivanišević \|\| style="text-align:left;" \| W. Ferreira P. Norval     |                                                                                    |         |         |
| 1991  | 1er tour (1/32) G. Ivanišević \|\| style="text-align:left;" \| N. Brown M. Oosting | 2e tour (1/16) G. Ivanišević \|\| style="text-align:left;" \| R. Krajicek M. Schapers    | 2e tour (1/16) T. Carbonell \|\| style="text-align:left;" \| G. Connell G. Michibata | 1/8 de finale K. Nováček \|\| style="text-align:left;" \| M. Lucena B.-O. Pedersen |                                                                                         |                                                                                    |         |         |
| 1992  | 2e tour (1/16) W. Masur \|\| style="text-align:left;" \| S. Davis D. Pate          | 1/4 de finale J. Pugh \|\| style="text-align:left;" \| J. Hlasek M. Rosset               | 1er tour (1/32) J. Pugh \|\| style="text-align:left;" \| J-L. de M. Ondruska         | 1er tour (1/32) J. Pugh \|\| style="text-align:left;" \| F. Montana B. Shelton     |                                                                                         |                                                                                    |         |         |
| 1993  | 1er tour (1/32) D. Vacek \|\| style="text-align:left;" \| J. Grabb R. Reneberg     | 1/2 finale S. Edberg \|\| style="text-align:left;" \| L. Jensen M. Jensen                | —                                                                                    | —                                                                                  | —                                                                                       | —                                                                                  |         |         |
| 1994  | 1/8 de finale S. Edberg \|\| style="text-align:left;" \| J. Eltingh P. Haarhuis    | —                                                                                        | —                                                                                    | —                                                                                  | —                                                                                       | —                                                                                  | —       |         |
| 1995  | 1/2 finale P. McEnroe \|\| style="text-align:left;" \| M. Knowles D. Nestor        | 1er tour (1/32) V. Flégl \|\| style="text-align:left;" \| S. Davis J. Tarango            | —                                                                                    | —                                                                                  | 1/8 de finale N. Kulti \|\| style="text-align:left;" \| M. Knowles D. Nestor            |                                                                                    |         |         |
| 1996  | Victoire S. Edberg                                                                 | S. Lareau A. O'Brien                                                                     | 1/8 de finale S. Edberg \|\| style="text-align:left;" \| J. Palmer J. Stark          | —                                                                                  | —                                                                                       | 1er tour (1/32) C. Suk \|\| style="text-align:left;" \| B. MacPhie M. Tebbutt      |         |         |
| 1997  | 2e tour (1/16) P. Cash \|\| style="text-align:left;" \| N. Broad P. Norval         | 1/8 de finale J. Salzenstein \|\| style="text-align:left;" \| T. Woodbridge M. Woodforde | —                                                                                    | —                                                                                  | 1er tour (1/32) R. Reneberg \|\| style="text-align:left;" \| M. Philippoussis P. Rafter |                                                                                    |         |         |

N.B. : le nom du ou de la partenaire se trouve sous le résultat ; le nom des ultimes adversaires se trouve à droite.

## Parcours dans lesMasters 1000
| Année | Indian Wells              | Miami                    | Monte-Carlo               | Rome                | Hambourg                 | Canada                   | Cincinnati               | Stockholm puis Essen puis Stuttgart | Paris                     |
| ----- | ------------------------- | ------------------------ | ------------------------- | ------------------- | ------------------------ | ------------------------ | ------------------------ | ----------------------------------- | ------------------------- |
| 1990  | —                         | 2e tour T. Witsken       | 2e tour R. Agenor         | 1er tour G. Forget  | 1er tour F. Santoro      | 2e tour J. Hlasek        | 1er tour M. Ondruska     | 1/8 de finale P. Sampras            | 1er tour K. Curren        |
| 1991  | 1er tour A. Cherkasov     | 2e tour R. Reneberg      | —                         | —                   | —                        | Finale A. Chesnokov      | 2e tour A. Agassi        | 1/4 de finale J. Courier            | 1/4 de finale M. Chang    |
| 1992  | 1/8 de finale S. Bruguera | 3e tour D. Nargiso       | 2e tour M. Larsson        | 1/2 finale C. Costa | 2e tour O. Delaitre      | 1/4 de finale W. Masur   | 1/4 de finale P. Sampras | 1/4 de finale P. Sampras            | 2e tour A. Boetsch        |
| 1993  | 1/4 de finale M. Chang    | 1/2 finale P. Sampras    | 1/8 de finale C. Pioline  | —                   | —                        | 1/2 finale M. Pernfors   | 2e tour B. Gilbert       | 1/4 de finale M. Rosset             | 1/8 de finale S. Edberg   |
| 1994  | Finale P. Sampras         | 1/4 de finale P. Sampras | 2e tour H. Skoff          | —                   | 1/8 de finale J. Sánchez | 2e tour T. Enqvist       | 2e tour A. Mansdorf      | 1er tour T. Enqvist                 | 1/4 de finale S. Bruguera |
| 1995  | 2e tour T. Enqvist        | 2e tour M. Ríos          | 1er tour A. Gaudenzi      | 1er tour O. Gross   | 2e tour M. Stich         | 2e tour M. Chang         | 2e tour P. Sampras       | —                                   | —                         |
| 1996  | 1er tour À. Corretja      | 1/8 de finale M. Chang   | 1/8 de finale C. Costa    | 2e tour T. Muster   | —                        | 1/8 de finale T. Enqvist | 2e tour M. Woodforde     | —                                   | 1/2 finale I. Kafelnikov  |
| 1997  | —                         | 2e tour A. Medvedev      | —                         | —                   | —                        | 1er tour J. Gimelstob    | 2e tour J. Siemerink     | Victoire R. Krajicek                | 1/8 de finale P. Sampras  |
| 1998  | 1/4 de finale M. Ríos     | 1/8 de finale T. Henman  | 1/4 de finale R. Krajicek | 1er tour H. Arazi   | —                        | 2e tour V. Spadea        | 1/4 de finale P. Rafter  | 2e tour T. Johansson                | 2e tour M. Philippoussis  |
| 1999  | 1er tour G. Rusedski      | 1er tour C. Ruud         | —                         | —                   | —                        | —                        | —                        | —                                   | —                         |

N.B. : sous le résultat se trouve le nom de l’ultime adversaire.